# Torrgårdsvatten
Torrgårdsvatten är en sjö i Lilla Edets kommun i Bohuslän och ingår i Göta älvs huvudavrinningsområde. Sjön är 29,2 meter djup, har en yta på 0,493 kvadratkilometer och befinner sig 132,3 meter över havet.

## Delavrinningsområde
Torrgårdsvatten ingår i det delavrinningsområde (644465-128394) som SMHI kallar för Ovan VDRID = Gårdaån i Göta älvs vattendragsyta. Medelhöjden är 71 meter över havet och ytan är 56,96 kvadratkilometer. Räknas de 3128 avrinningsområdena uppströms in blir den ackumulerade arean 47 638,33 kvadratkilometer. Avrinningsområdets utflöde Göta älv (Röa) mynnar i havet. Avrinningsområdet består mestadels av skog (61 %) och jordbruk (15 %). Avrinningsområdet har 4,47 kvadratkilometer vattenytor vilket ger det en sjöprocent på 7,8 %. Bebyggelsen i området täcker en yta av 1,68 kvadratkilometer eller 3 % av avrinningsområdet.

## Historik
På 1740-talet utvecklade brukspatron Olof Wenngren ett järnmanufakturverk för tillverkning av spik och dylika järnprodukter i byn Torskog vid Göta älv.  För att få tillräckligt vatten för denna  verksamhet, genomfördes ett omfattande arbete i  Svartedalen i syfte att leda så mycket vatten som möjligt mot Thorskog. 
Den största projektet berörde Torrgårdsvatten. Denna sjö hade tidigare utlopp i norr mot Rödvatten  (17 meter   nutidahöjdskillnad), men nu uppfördes en fördämning vid utloppet och en halv kilometer lång  kanal grävdes ("uti oländig mark, med et ansenligt arbete") från sjöns östra strand till Helgesjön. Från denna sjö går vattnet i grävda diken vidare mot den likaså uppdämda Stendammen.  Fördämningen i Torrgårdsvatten var, enligt beskrivning till karta från 1750, uppbyggd av jord och sten,  80 meter lång, 7 meter hög, 22 meter bred i botten och 7 meter bred ovanpå vid utloppet. 
I samband med Bergcollegiets förrättning 1748 (beskrivning till karta år 1750) framkom det att uppdämningen av sjön hade förorsakat en mindre olägenhet för Per i Yttre Åsen, en liten äng hade kommit till skada. Likaså hade hemmanet Lund norr om Rödvattnet förlorat vatten till sin kvarn. I övrigt hade ej någon olägenhet förorsakats eftersom fördämningar och vattendrag var belägna på oskiftad utmark. En jämförelse med nutida karta visar dock att vattennivån var klart lägre än den nuvarande nivån; t.ex. var ön i sjöns norra del  fortfarande en halvö. 
Från beskrivningen till karta år 1750: 
Sjöarnas rymd och belägenhet synes af Charta figuren, af hvilka mästa delen tilförene och städse affört sitt watn till Torskogs Bruk, en del, såsom Torgårds Watnet,  som höst och wårtämmel förökes så wäl af the der intil belägne 2nd Swarfvareås Sjöarna, som the många höga berg rundt omkring, har nu i senare tider, medelst en förhålds  Dam af jord och sten lit: B. 136 alnar lång, 12 1/2 hög, 38 aln botn och 12 al bred ofvanpå wid sitt utlopp, Samt genom en uti oländig mark utarbetad Canal litt C. 1005 alnar lång, med et ansenligt arbete blifvit left till Hälgesjön, hwilken nu för tiden förer sitt watten genom the upgrafne diken till Stendammen litt D. af 140 alnars längd, 7 bredo och 7 högd, med lutning åt bergen efter belägenhet; jämwäl  Stora Metewatnet, som medelst en förhålds dam litt E. 125 alnar lång, genom en i berg och klippor utarbetad ränna Litt F. 190 aln lång ledes uti Lilla Mete- och Holmewatnet till Kroksjö dam litt G. 60 alnar lång, 15 bred i botn, 6 hög och 6 bred ofvanpå, och sedermera  genom Kroksjö å till Stendammen litt D.
Utmarken fördelades mellan byarna vid storskiftet år 1816 (med justering 1837). Storskifteskartan visar ingen påtalig skillnad mot 1750 års karta, förutom att en bäck syns förbinda Torrgårdsvatten med Rödvatten (någon fördämning var inte utritad, men det var inte heller fördämningen vid Stendammen).  1780 hade Wenngren sålt bruket som därefter fick ekonomiska problem. Möjligtvis hade detta lett till minskat underhåll av fördämningen varför vatten på nytt kunde strömma till Rödvatten.  
Under slutet av 1830-talet, då bruket drevs av J.N. Peterson och J.P. Wedelin, vidtog arbete att på nytt höja vattennivån hos Torrgårdsvatten genom fördämning vid utloppet mot Rödvatten. Att det skulle ha funnits någon tidigare fördämning på denna plats antyds inte i dokumenten (avskrift finns i dokument från 1939). Ägarna till den mark som skulle översvämmas kompenserades enligt avtal från 1839: Gårdarna i byn Svenseröd skulle erhålla fyra riksdaler om året till varje helt hemman, medan Yttre Åsen skulle få en tunna så kallat köttsalt varje år, båda avtalen skulle gälla "för everldeliga tider". Likaså kompenserades ägaren till hemmanet Lund i Ucklums socken vars kvarn drevs av vatten från Rödvatten.  År 1841 var arbetet avslutat, men vattennivån hade då stigit mer än vad markägarna hade räknat med. Av denna anledning tillkallades lantmätaren Carl S. Jung som karterade sjön när isen hade lagt sig januari 1842 (vattennivån var då 1.2 meter under den övre kanten av fördämningen). Resultatet blev 38.1 hektar som Jung jämförde med 1816 års karta: sjön hade blivit 7.2 hektar större. Det översvämmade området var "afbrukad skogsmark på berggrund och dels av myrar och måssar med någre mindre gräsbackar till Yttre Åsen". Sjöns södra ände hade förflyttats ca 160 meter söderut, likaså avsnördes halvön i sjöns norra del och utgör därefter en ö.
I anslutning till förhandlingarna ankom även klagomål från ägaren till hemmanet Röd med en såg som erhöll sitt vatten från Rödvatten. Denna såg hade fått mindre mängd vatten då förbindelsen mellan Torrgårdsvatten och Rödvatten bröts. Den 9 juni 1842 kom beslutet där de tidigare ingångna avtalen med Svenseröd och Yttre Åsen förklarades skäliga medan kraven från Röd tillbakavisades.
Torrgårdsvattens fördämning liksom kanalen till Helgesjön finns kvar att beskåda.  
Se även Mittevättnorna beträffande uppdämning av Yttre Mittevatten runt 1750.

## Bilder

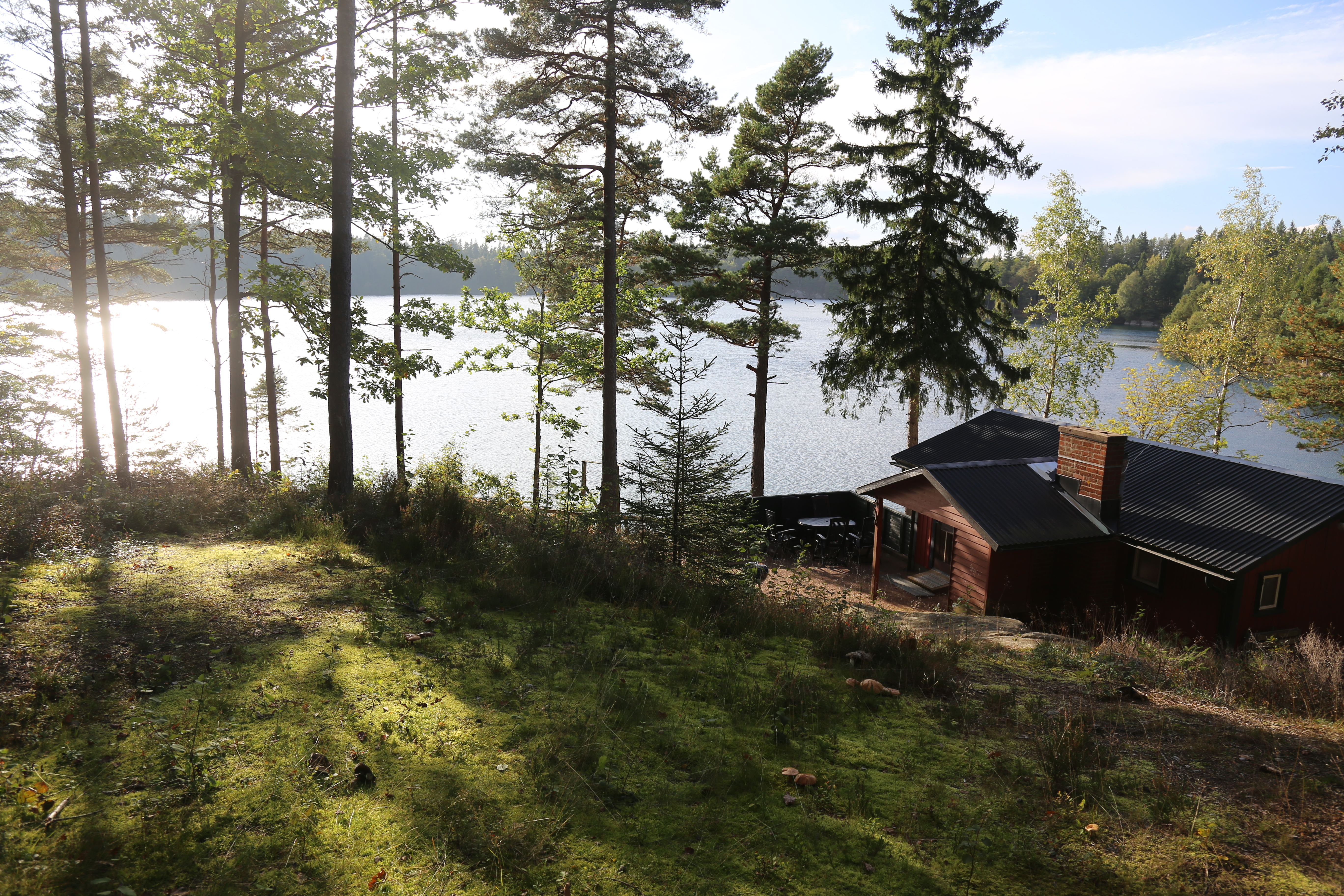
Sommarstugor vid östra Torrgårdsvatten.
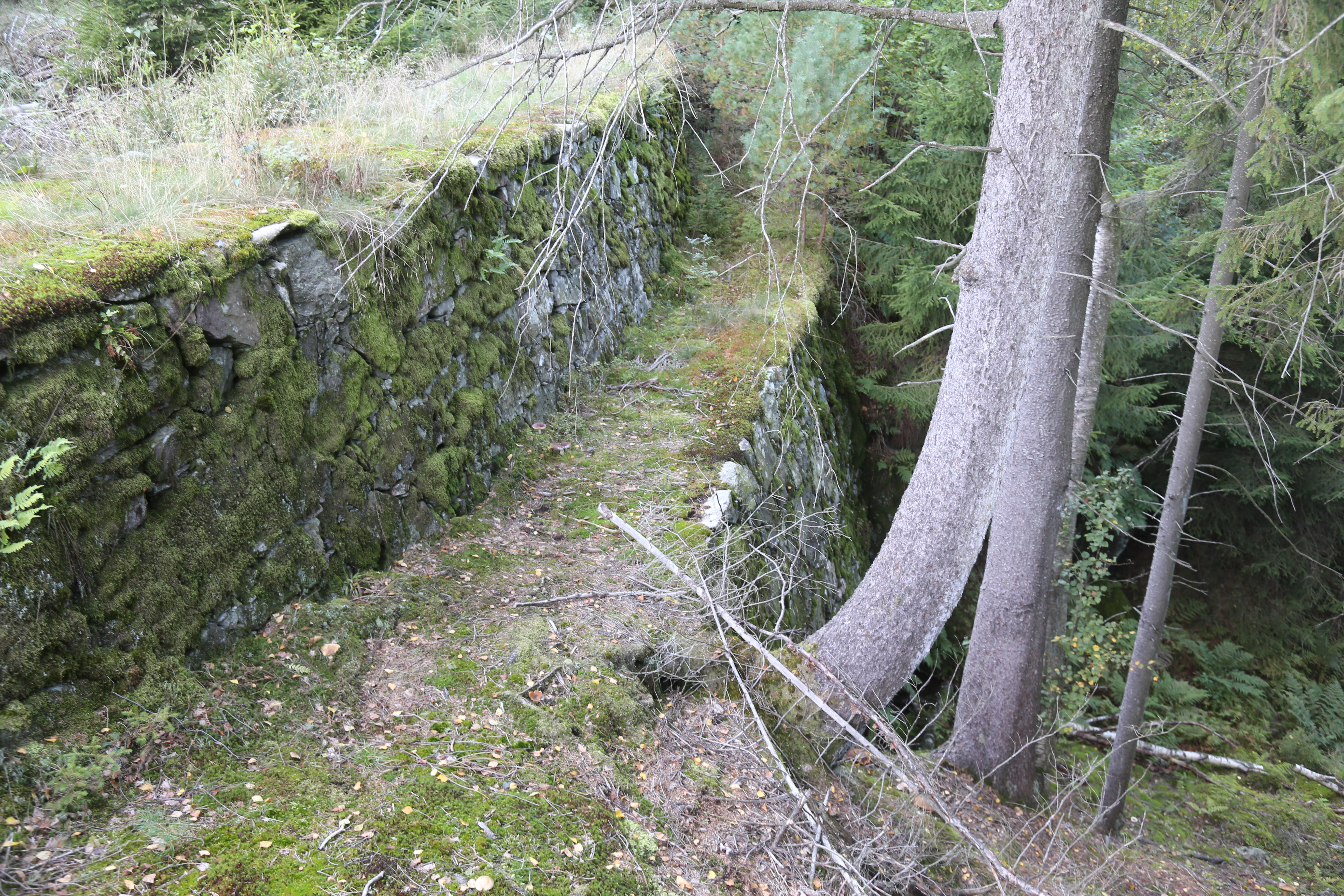
Fördämningen i norra delen av sjön.
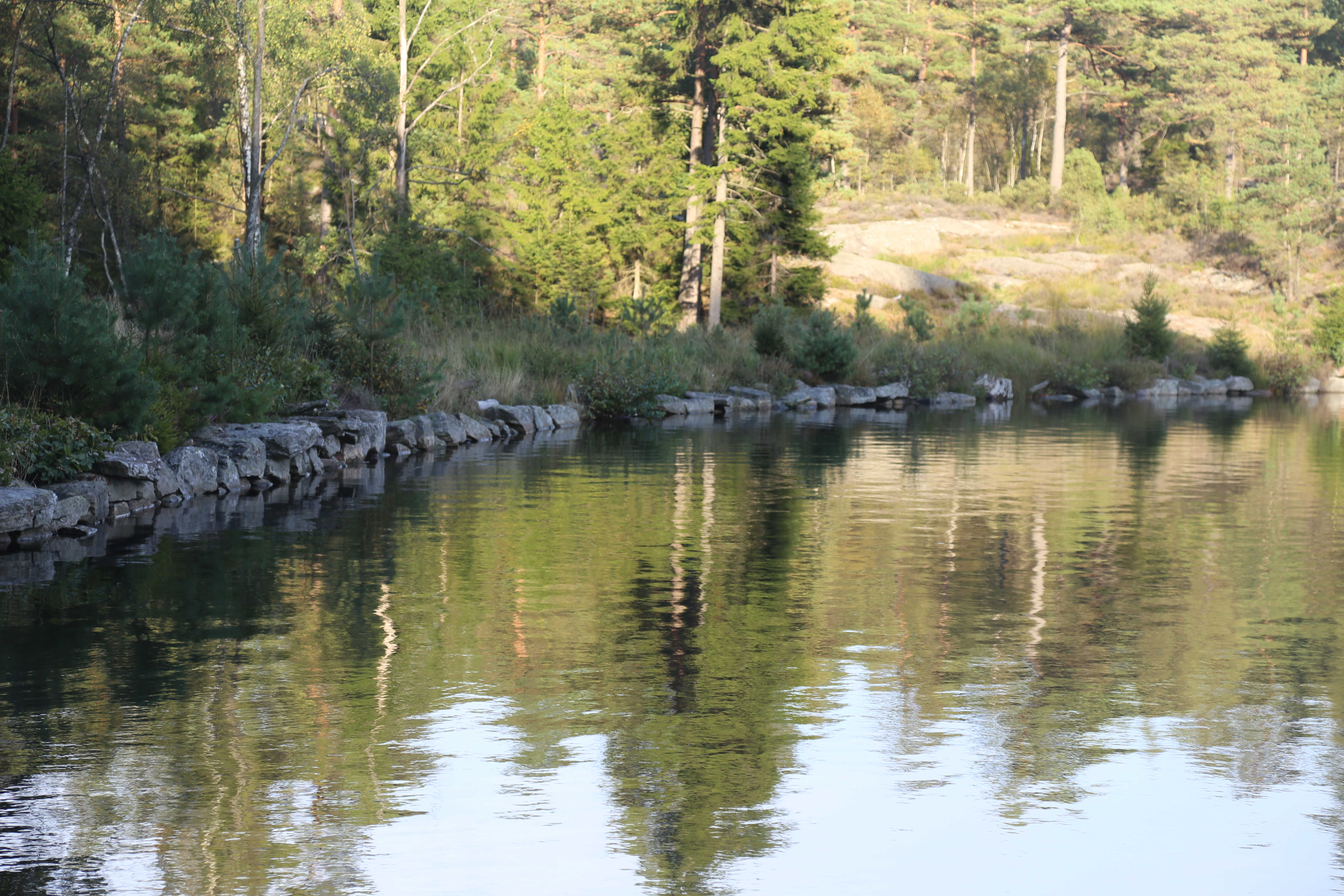
Fördämningen från sjösidan.
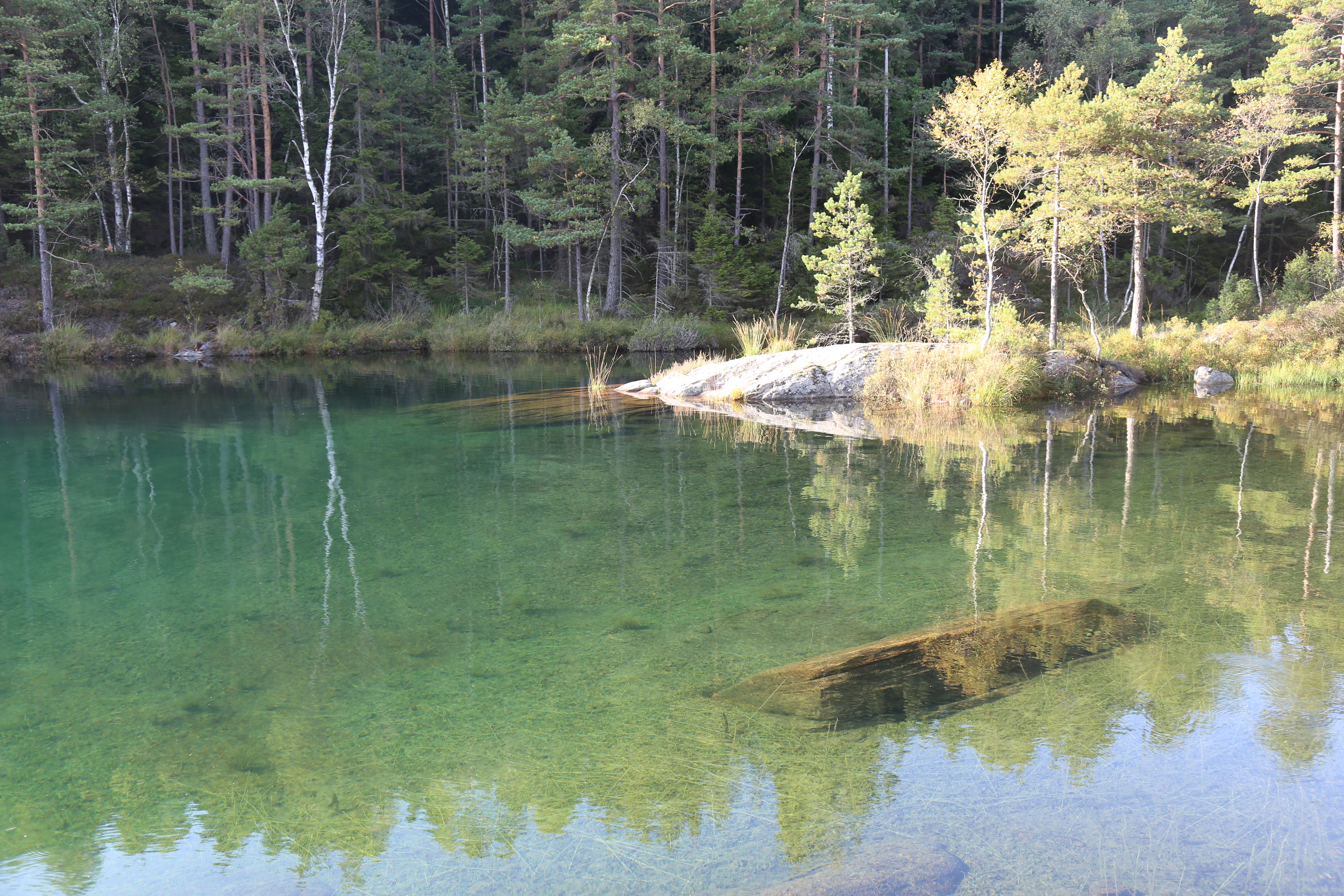
Viken i nordöstra sjön.